# Campeonato mundial junior de hockey patines masculino de 2019
El XI Campeonato mundial Sub 19 de hockey sobre patines masculino se celebró en España en 2019, dentro de los Juegos Mundiales de Patinaje 2019, con la participación de doce Selecciones nacionales masculinas de hockey patines de categoría Junior, es decir, compuestas exclusivamente por jugadores menores de diecinueve años, todas ellas participantes por libre inscripción. Todos los partidos se disputaron en el  Centre Esportiu Municipal Isaac Gálvez de la ciudad de Villanueva y Geltrú, localidad de la Provincia de Barcelona.

## Participantes
| Posición 2017 | Equipo         |
| ------------- | -------------- |
| 1             | Portugal       |
| 2             | España         |
| 3             | Italia         |
| 4             | Argentina      |
| 5             | Chile          |
| 6             | Colombia       |
| 8             | Inglaterra     |
| 9             | Estados Unidos |
| 10            | India          |
| -             | Andorra        |
| -             | Suiza          |
| -             | Mozambique     |

Respecto al Mundial Sub-20 de 2017, no participaron Francia (7º puesto en 2017) ni Taiwán (11º). Hizo su debut la selección de Mozambique y regresaron a la competición las selecciones de Andorra y Suiza.

## Clasificación final
| Posición | Selección      |
| -------- | -------------- |
|          | España         |
|          | Argentina      |
|          | Portugal       |
| 4        | Italia         |
| 5        | Chile          |
| 6        | Colombia       |
| 7        | Suiza          |
| 8        | Estados Unidos |
| 9        | Andorra        |
| 10       | Inglaterra     |
| 11       | Mozambique     |
| 12       | India          |

| Campeones del Mundo 2019 |
| ------------------------ |
| ESPAÑA 5º título         |

| Predecesor: Campeonato Mundial Sub-20 2017 | Campeonato mundial junior de hockey patines 2019 | Sucesor: Campeonato Mundial Sub-19 2021 |

- Datos: Q73622968